# 立花里子
立花里子（1984年11月10日—）是一名日本知名AV女優，出生於日本東京。

## 略歷
於2004年出道於AV界，是當時痴女以及女同性戀題材中的代表人物，總共出演過150部以上的AV作品，曾經一段時間裏每個星期都可以見到她的新片上市，而且曾和一位70多歲的老人合拍過一部AV，所以普遍認為她是一位非常敬業的AV女優。立花里子同時是極少數拍過電鑽片的大牌女優。
由於立花里子在影片中的肢體動作非常激烈，曾經招致演技過於誇張的批評，但是她本人在受訪時表示自己拍片都樂在其中，誇張動作並非作假。她說自己有過人的慾望，天生就該吃AV女優這行飯，並曾砲轟某些女優工作非常不認真。此外立花里子剛出道時，一些人批評說她的淫叫聲如殺豬般難聽，後來都有慢慢修正改進。
2008年正式引退，退休後與企業家結婚。

## 代表作品
- 立花子 DOUBLE（2005年4月29日）…共演:浅見怜。
- 立花子 170以上的女優　vol.3（2004年5月20日、HIBINO）
- 立花子 美脚和猥褻的女教師（2004年7月30日）
- 立花子 Free Sex（2004年8月5日、HIBINO）
- 立花子 (XVN角色扮演-護士女教師 =TRP-036 無修正)
- 立花子 (Green Fantasy S36 淫妄責 無修正)
- 立花子 (XVN 痴女3P大滿足的里子=TRP-037 無修正)
- 立花子 (XVN 痴女奉仕SM  無修正)
- 立花子 (XVN 自摸中國服戰兩男  無修正)
- 立花子 痴漢教師中出20連發
- 立花子 強姦虐待女老師
- 立花子 女王旗袍诱惑
- 立花子 花嫁Idol-061
- 立花子 中出100連發 iesp235
- 立花子 噂痙攣藥漬 單體
- 立花子 ZENTAI MANIAX vol.10,11